# Districtul Bordj Emir Khaled
Bordj Emir Khaled este un district din provincia Aïn Defla, Algeria.